# Reino de Nanzhao
Nanzhao (o también Nanchao y Nan Chao (chino tradicional: 南詔; chino simplificado: 南诏; pinyin: Nánzhào; Jang) fue un reino que floreció en lo que ahora es actualmente China meridional y el sudeste asiático entre los siglos VIII y IX d. C. Estaba centrado en el actual Yunnan en China.

## Hallazgo y etnicidad

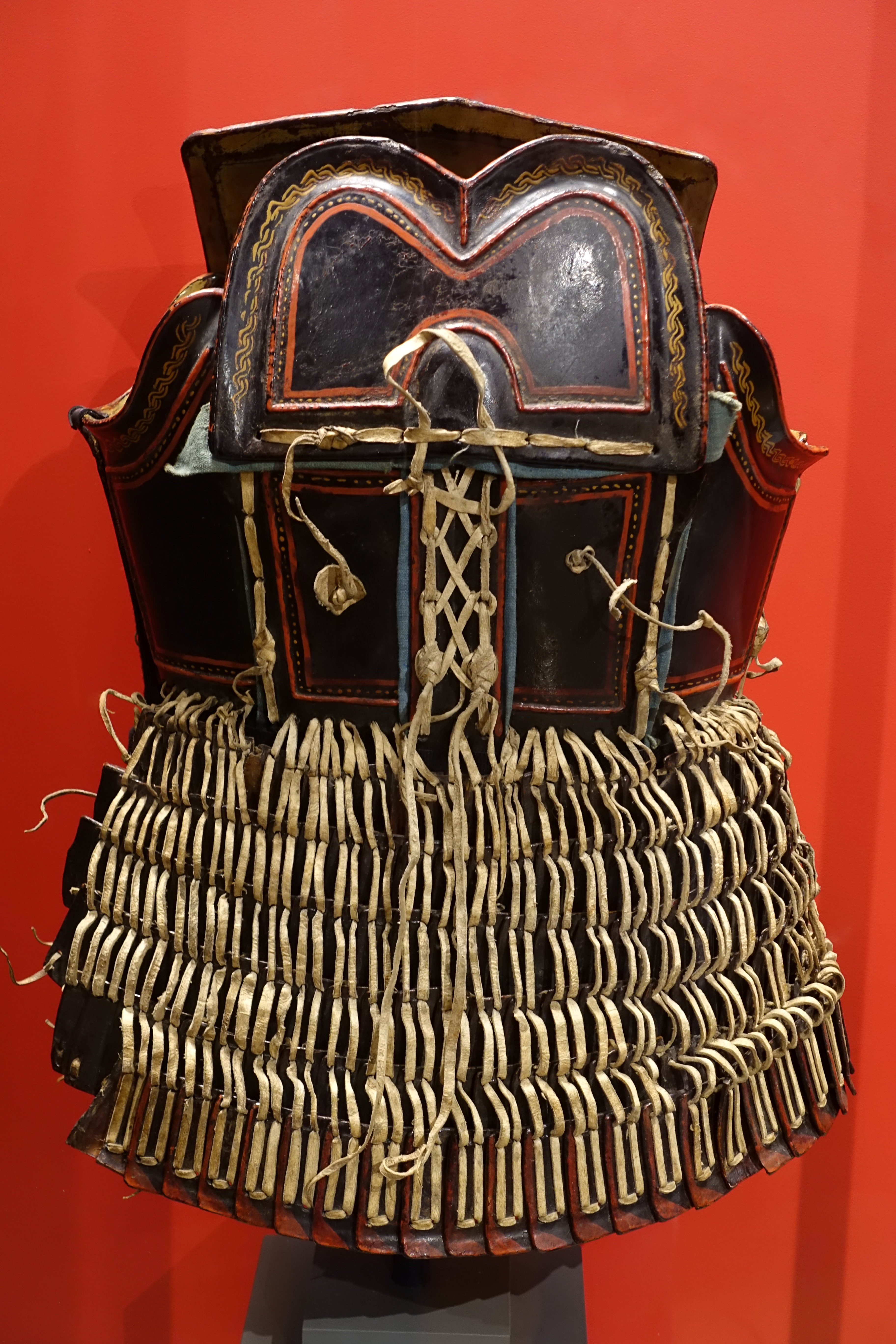
Exposición del Museo Peabody, Universidad de Harvard, Cambridge, Massachusetts, EE. UU. Se permitía la fotografía sin restricciones; La exhibición tiene la edad suficiente para ser de dominio público.

Nanzhao comprendía probablemente muchos grupos étnicos y lingüísticos. Algunos historiadores creen que la mayoría de la población sería los bai pero la élite hablaba una variante de nuosu (también llamado yi), una lengua tibetobirmana estrechamente relacionada con el birmano.
Originalmente había muchos grupos étnicos establecidos alrededor de las tierras fértiles del lago Erhai. Estos grupos étnicos eran los mengshe (蒙舍), los mengsui (蒙嶲), los langqiong (浪穹), los dengtan (邆賧), los shilang (施浪) y los yuexi (越析). Cada una de estas tribus tenía su propio reino, conocidos como zhao en una región controlada por el imperio tibetano. En el 737 d. C., Piluoge (皮羅閣) unió a los seis zhao bajo su mandato con la ayuda de la dinastía Tang, estableciendo un nuevo reino llamado Nanzhao (chino mandarín "Zhao meridional"). La capital se estableció a partir del 738 en Taihe, (la moderna aldea de Taihe, situada unas pocas millas al sur de la ciudad de Dali). Situado en el corazón del valle del Erhai valley, la localización era ideal: podría ser defendida fácilmente contra un ataque y estaba en medio de unas tierras de cultivo féritles.

## Expansión y caída
En 748, Pilouge fue sucedido por su hijo Geluofeng (閣羅鳳). Cuando un oficial chino intentó robar a los enviados de Nanzhao, Geluofeng atacó y ocupó el territorio cercano que había sido controlado hasta entonces por la dinastía Tang. En 750, Nanzhao se rebeló contra la dinastía Tang. En represalia, el gobernador de la provincia Jiannan al servicio de los Tang, Xianyu Zhongtong (鲜于仲通), atacó Nanzhao con un ejército de 80 mil soldados en 751, pero fue derrotado por el general Duan Jianwei (段俭魏) con fuertes pérdidas (en gran parte por enfermedades)en Xiaguan. Actualmente se conserva la tumba de diez mil soldados (en Tianbao), que muestran la severidad de este desastre. Entonces, Geloufeng se alió con los tibetanos.                                                                                                                                                                                                                                                                                                                             

## Religión
La región tenía una fuerte conexión con el budismo tántrico que ha sobrevivido hasta la actualidad[cita requerida] en Jianchuan y las regiones vecinas. La devoción de Guanyin y Mahākāla es muy diferente de las de otras formas de budismo chino.[cita requerida] Nanzhao probablemente tuvo fuertes vínculos religiosos con el reino de Pagan en la actual Myanmar, así como con el Tíbet y Bengala (ver dinastía Pala).